# Indigofera diversifolia
Indigofera diversifolia är en ärtväxtart som beskrevs av Dc. Indigofera diversifolia ingår i släktet indigosläktet, och familjen ärtväxter. Inga underarter finns listade i Catalogue of Life.